# Северин Норицький
Севери́н Норицький, Святий Северин (лат. Severinus, близько 410 — 482 році) — католицький святий, відомий як християнський проповідник римської провінції Норик (територія сучасної Австрії). Головним джерелом інформації про життя святого є книга «Життя святого Северина», написана в 511 році його учнем, абатом Євгіпієм, що набула великої популярності в Середні віки.
Після смерті Аттіли в 453 році Северин, як паломник прийшов в місця, розташовані недалеко від Відня. Як головний у монастирі, він проповідував і лікував хворих в Зальцбурзі, Клостернойбурзі, Пассау і Кентсізі. Крім духовної діяльності, він також був радником у невіруючих правителів, прикордонних римських земель. Він був провісником і чудодійним цілителем. За допомогою своїх проповідей, що закликають до покаяння і прикладом свого аскетичного життя, він звернув багатьох в християнську віру. Помер 8 січня 482 року і цей день вважається днем його пам'яті.